# Glasnøglen
Glasnøglen er en skandinavisk kriminallitteraturpris.

## Modtagere
| År   | Navn                              | Titel                                        |
| ---- | --------------------------------- | -------------------------------------------- |
| 2024 | Christoffer Carlsson              | Levende og døde – en roman om en forbrydelse |
| 2023 | Max Seeck                         | Zetterborg-sagen                             |
| 2022 | Morten Hesseldahl                 | Mørket under isen                            |
| 2021 | Tove Alsterdal                    | Stormfald                                    |
| 2020 | Camilla Grebe                     | Skyggejægeren                                |
| 2019 | Stina Jackson                     | Sommermørke                                  |
| 2018 | Camilla Grebe                     | Husdyret                                     |
| 2017 | Malin Persson Giolito             | Størst af alt                                |
| 2016 | Ane Riel                          | Harpiks                                      |
| 2015 | Thomas Rydahl                     | Eremitten                                    |
| 2014 | Gard Sveen                        | Den sidste pilgrim                           |
| 2013 | Jørn Lier Horst                   | Jagthundene                                  |
| 2012 | Erik Valeur                       | Det syvende barn                             |
| 2011 | Leif G.W. Persson                 | Den døende detektiv                          |
| 2010 | Jussi Adler-Olsen                 | Flaskepost fra P                             |
| 2009 | Johan Theorin                     | Natstorm                                     |
| 2008 | Stieg Larsson                     | Luftkastellet der blev sprængt               |
| 2007 | Matti Rönkä                       | Ystävät kaukana                              |
| 2006 | Stieg Larsson                     | Mænd der hader kvinder                       |
| 2005 | Anders Roslund og Börge Hellström | Udyret                                       |
| 2004 | Kurt Aust                         | Næst efter Gud – Hjemsøgt                    |
| 2003 | Arnaldur Indriðason               | Tavs som graven                              |
| 2002 | Arnaldur Indriðason               | Nordmosen                                    |
| 2001 | Karin Alvtegen                    | Savnet                                       |
| 2000 | Håkan Nesser                      | Carambole                                    |
| 1999 | Leif Davidsen                     | Lime´s billede                               |
| 1998 | Jo Nesbø                          | Flagermusmanden                              |
| 1997 | Karin Fossum                      | Se dig ikke tilbage                          |
| 1996 | Fredrik Skagen                    | Nattsug                                      |
| 1995 | Erik Otto Larsen                  | Masken i spejlet                             |
| 1994 | Kim Småge                         | Sub Rosa                                     |
| 1993 | Peter Høeg                        | Frøken Smillas fornemmelse for sne           |
| 1992 | Henning Mankell                   | Mordere uden ansigt                          |